# Du grabbar
Du grabbar var en revy av Beppe Wolgers som spelades i Stockholm sommaren 1965 i produktion av Karl Haskel. Texterna skrevs av Beppe Wolgers, för regin svarade Claes von Rettig, Per Ahlin gjorde projektioner och Göte Wilhelmsson var kapellmästare.
Du grabbar spelades på Knäppupp AB:s hemmascen Idéonteatern vid Brunkebergstorg i Stockholm den 17 juni–31 juli 1965. Knäppupp var dock inte inblandat i produktionen utan hyrde endast ut teatern. Medverkande var Lissi Alandh, Gals and Pals (Kerstin Bagge, Lasse Bagge, Gillis Broman, Ulla Hallin, Pia Lang och Svante Thuresson), Ulla Sjöblom, Anna Sundqvist, Åke Söderqvist och Beppe Wolgers.